# Mohammed Bakr al-Sadr
Ne doit pas être confondu avec Mohammad Sadeq al-Sadr.
Mohammed Bakr al-Sadr (en arabe : محمد باقر الصدر), né le 1er mars 1935 et mort le 9 avril 1980, est un Grand Ayatollah, religieux chiite irakien né à Al-Kazimiya au nord-ouest de Bagdad, connu pour le Mausolée Al-Kadhimiya. Beau-père de Moqtada al-Sadr (à la tête de l’armée du Mehdi), il a notamment pour cousins les dignitaires chiites Mohammad Sadeq al-Sadr et Musa al-Sadr. Son père Haydar al-Sadr est également un religieux chiite de haut rang. Sa lignée remonte à Mahomet à travers le septième imam du chiisme, Musa al-Kazim. Il est le fondateur du mouvement islamique irakien Ad-Daawa.

## Activités politiques
Mohammed Bakr al-Sadr était l'un des dirigeants du mouvement islamique en Irak à travers le mouvement ad-Dawa qu'il fonde en 1956. Mohammad Hussein Fadlallah fait aussi partie de Dawa et tous deux soutiennent un séminaire religieux de Baalbek qui forme nombre de cadres du futur Hezbollah. La pensée d'al-Sadr est considérée comme une influence majeure de l'ayatollah Rouhollah Khomeini lorsqu'il développe la doctrine du velayat-e faqih,.
En 1973, il publie Al-Bank al-la Ribawi fi al-Islam (« Pour une finance islamique non-usurière ») dont vont s'inspirer des « hommes d’affaires arabes qui [lancent] les premiers projets bancaires islamiques».
En 1979, Mohammed Baker al-Sadr émet une fatwa proscrivant l'adhésion au Baas irakien et juge licite le recours à la violence face à l'oppresseur.

## Assassinat
En avril 1980, au lendemain d'un attentat manqué perpétré par des Chiites contre le vice-Premier ministre irakien Tarek Aziz, Mohammed Baker al-Sadr est exécuté par pendaison par le gouvernement de Saddam Hussein, en compagnie de plusieurs membres de sa famille, avant qu'un tracteur traîne son cadavre et celui de sa sœur dans les rues de Nadjaf.
Dans la vidéo pirate de l'exécution de Saddam Hussein diffusée par Al Jazeera, on entend un des témoins rendre hommage à l'ayatollah Mohammed Bakr al-Sadr.

## Ouvrages
- Le Mahdi (le messie) ou la fin du temps[9]

- Ghâyat al fikr fi `ilm al-'Usûl, en dix volumes (disparu)
- Fadak dans l'histoire
- Notre philosophie
- Notre économie sous le titre original de Iqtisaduna
- L'école islamique
- Nouveaux repères pour les fondements
- Recherches dans l'explication de al-`Urwâ al-wuthqâ
- Précis des jugements sur pèlerinage
- Les Jugements clairs
- Traité sur la wilâya
- Commentaires sur le traité Bulghat ar-râghibîn
- Un commentaire sur le livre Minhaj Al Salehin
- L'Islam oriente la vie
- Lecture thématique du saint Coran[10]